# Pectinophora endema
Pectinophora endema är en fjärilsart som beskrevs av Ralph S. Common 1958. Pectinophora endema ingår i släktet Pectinophora och familjen stävmalar. Inga underarter finns listade i Catalogue of Life.